# Trębki (gromada w powiecie płońskim)
Trębki (alt. Trębki Nowe) – dawna gromada, czyli najmniejsza jednostka podziału terytorialnego Polskiej Rzeczypospolitej Ludowej w latach 1954–1972.
Gromady, z gromadzkimi radami narodowymi (GRN) jako organami władzy najniższego stopnia na wsi, funkcjonowały od reformy reorganizującej administrację wiejską przeprowadzonej jesienią 1954 do momentu ich zniesienia z dniem 1 stycznia 1973, tym samym wypierając organizację gminną w latach 1954–1972.
Gromadę Trębki z siedzibą GRN w Trębkach (Nowych) utworzono – jako jedną z 8759 gromad na obszarze Polski – w powiecie płońskim w woj. warszawskim, na mocy uchwały nr VI/10/14/54 WRN w Warszawie z dnia 5 października 1954. W skład jednostki weszły obszary dotychczasowych gromad Emolinek, Henrysin, Trębki Nowe, Trębki Stare i Wólka Smoszewska ze zniesionej gminy Załuski oraz kolonia Smok z dotychczasowej gromady Wygoda Smoszewska ze zniesionej gminy Wychódź w tymże powiecie. Dla gromady ustalono 13 członków gromadzkiej rady narodowej.
Gromadę zniesiono 31 grudnia 1959, a jej obszar włączono do gromady Kroczewo w tymże powiecie.